# Hong Kong la Jocurile Olimpice de vară din 2016
Hong Kongul a participat la Jocurile Olimpice de vară din 2016 de la Rio de Janeiro în perioada 5 – 21 august 2016, cu o delegație de 38 de sportivi, care a concurat în nouă sporturi. Nu a primit nicio medalie.

## Participanți
Delegația din Hong Kong a cuprins 38 de sportivi: 15 bărbați și 23 femei. Cel mai tânăr atlet din delegație a fost înotătoarea Siobhan Haughey (19 de ani), cel mai bătrân a fost jucătoarea de tenis de masă Yana Tie (37 de ani).
| Sport         | Masculin | Feminin | Total |
| ------------- | -------- | ------- | ----- |
| Atletism      | 1        | 1       | 2     |
| Badminton     | 3        | 4       | 7     |
| Canotaj       | 2        | 2       | 4     |
| Ciclism       | 3        | 3       | 6     |
| Golf          | 0        | 1       | 1     |
| Natație       | 1        | 6       | 7     |
| Navigație     | 1        | 1       | 2     |
| Scrimă        | 1        | 2       | 3     |
| Tenis de masă | 3        | 3       | 6     |
| Total         | 15       | 23      | 38    |

## Natație
| Sportiv     | Probă       | Calificări | Calificări | Semifinale   | Semifinale   | Finală       | Finală       |
| Sportiv     | Probă       | Timp       | Loc        | Timp         | Loc          | Timp         | Loc          |
| ----------- | ----------- | ---------- | ---------- | ------------ | ------------ | ------------ | ------------ |
| Claudia Lau | 100 m spate | 1:01,27    | 19         | Nu a avansat | Nu a avansat | Nu a avansat | Nu a avansat |

## Scrimă
| Sportiv        | Probă            | Șaisprezecimi | Optimi                    | Sferturi               | Semifinală    | Finala mică/Finala mare | Finala mică/Finala mare |              |
| Sportiv        | Probă            | Adversar Scor | Adversar Scor             | Adversar Scor          | Adversar Scor | Adversar Scor           | Loc                     |              |
| -------------- | ---------------- | ------------- | ------------------------- | ---------------------- | ------------- | ----------------------- | ----------------------- | ------------ |
| Cheung Ka Long | Floretă masculin | PAS           | Heo J (KOR) C 15–8        | Toldo (BRA) P 10–15    | Nu a avansat  | Nu a avansat            | Nu a avansat            | Nu a avansat |
| Vivian Kong    | Spadă feminin    | PAS           | Șutova (RUS) C 15–10      | Fiamingo (ITA) P 11–15 | Nu a avansat  | Nu a avansat            | Nu a avansat            | Nu a avansat |
| Lin Po Heung   | Floretă feminin  | PAS           | Di Francisca (ITA) P 8–15 | Nu a avansat           | Nu a avansat  | Nu a avansat            | Nu a avansat            | Nu a avansat |